# 韩国外方传教会
韩国外方传教会（韩语：／）是在1975年成立的罗马天主教修会。现在有95名修士，其中五十余人在三洲八国服务。

## 活动
韩国外方传教会现在中国四川、北京、上海、香港、台湾新竹、柬埔寨、巴布亚新几内亚、墨西哥、美国、菲律宾和莫桑比克有传教活动。有三名神父在四川凉山州彝族、藏族区域的麻风病村从事宗教和医疗服务。

## 相关新闻
- 外方傳教會派傳教士往台灣等多國
- 韓國外方傳教會 與教區簽訂合作協議 （页面存档备份，存于）
- 韩国外方传教会"为巨大目标服务的小工具" （页面存档备份，存于）